# Don’t Stop

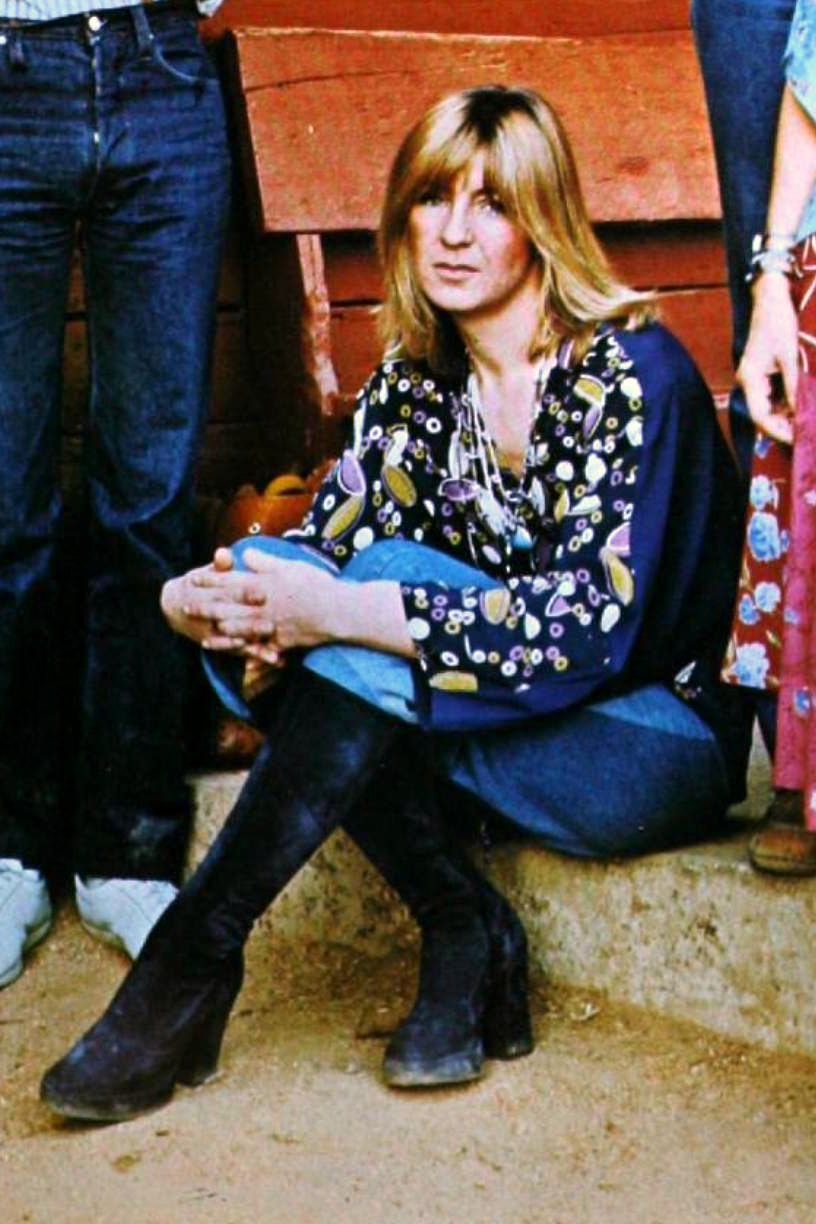
Christine McVie (1977)

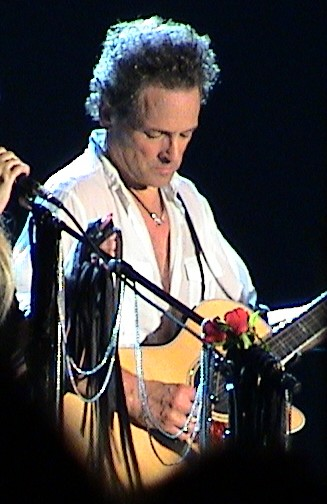
Lindsey Buckingham (2013)

Don’t Stop ist ein Lied der Rockband Fleetwood Mac, das von Christine McVie geschrieben wurde. Es wurde von Lindsey Buckingham und Christine McVie gesungen und 1977 auf dem Album Rumours veröffentlicht.
Don’t Stop wurde als dritte Single aus Rumours ausgekoppelt und wurde einer der größten Hits der Band, es erreichte im Oktober 1977 Platz 3 der US Billboard Hot 100.

## Musik und Text
Don’t Stop wurde als Pop-Rock-Song beschrieben und spiegelt die Gefühle von Christine McVie nach ihrer Trennung von John McVie nach acht Jahren Ehe wider. "Es schien einfach eine angenehme Offenbarung zu sein, dass 'das Gestern vorbei ist'", erinnerte sich McVie. "Es war vielleicht, denke ich, mehr an John gerichtet, aber ich bin definitiv kein Pessimist."

## Rezeption
Cashbox schrieb, dass "Mick Fleetwood und John McVie eine treffsichere Rhythmusgruppe bilden, besonders wenn sie mit einem geradlinigen Shuffle wie diesem arbeiten".
Das Lied war 1992 die Erkennungsmelodie für die Präsidentschaftskampagne des US-Präsidentschaftskandidaten Bill Clinton. Nach seinem Wahlsieg überredete Clinton die Gruppe, das Lied bei seinem Antrittsball 1993 zu spielen.

## Besetzung
- Christine McVie – Klavier, modifiziertes Piano, Vox Continental, Gesang im Refrain, 2. Strophe und Fadeout
- Lindsey Buckingham – E-Gitarren, Gesang
- Mick Fleetwood – Schlagzeug
- John McVie – Bassgitarre
- Stevie Nicks – Tamburin, Hintergrundgesang

## Kommerzieller Erfolg

### Chartplatzierungen
| ChartsChartplatzierungen       | Höchstplatzierung | Wochen |
| ------------------------------ | ----------------- | ------ |
| Deutschland (GfK)              | 41 (5 Wo.)        | 5      |
| Vereinigte Staaten (Billboard) | 3 (18 Wo.)        | 18     |
| Vereinigtes Königreich (OCC)   | 32 (5 Wo.)        | 5      |

### Auszeichnungen für Musikverkäufe
| Land/Region                  | Auszeichnungen für Musikverkäufe (Land/Region, Auszeichnung, Verkäufe) | Verkäufe |
| ---------------------------- | ---------------------------------------------------------------------- | -------- |
| Neuseeland (RMNZ)            | 3× Platin                                                              | 90.000   |
| Vereinigtes Königreich (BPI) | Platin                                                                 | 600.000  |
| Insgesamt                    | 4× Platin ·                                                            | 690.000  |

Hauptartikel: Fleetwood Mac/Auszeichnungen für Musikverkäufe

## Coverversion
2013 coverte Nina Nesbitt das Lied, das auf ihrem Album Peroxide erschien.